# Brycinus nurse
Brycinus nurse és una espècie de peix de la família dels alèstids i de l'ordre dels caraciformes.

## Morfologia
- Els mascles poden assolir 25 cm de longitud total i 200 g de pes.[3][4]

## Alimentació
Menja zooplàncton, Caridina, insectes, caragols i vegetals.

## Depredadors
A Nigèria és depredat per Bagrus docmak, Lates niloticus i Schilbe mystus.

## Hàbitat
És un peix d'aigua dolça i de clima tropical (23 °C-27 °C).

## Distribució geogràfica
Es troba a Àfrica.

## Estat de conservació
Les seues poblacions es veuen amenaçades per la sobrepesca que pateixen amb destinació al comerç de peixos d'aquari. A més, a l'Àfrica del Nord, les preses, la contaminació de l'aigua, l'extracció d'aigua i les sequeres afegeixen altres possibles amenaces potencials per a la seua supervivència.